# District de Notsuke
Le district de Notsuke (野付郡, Notsuke-gun) est un district de la sous-préfecture de Nemuro, sur l'île de Hokkaidō, au Japon.

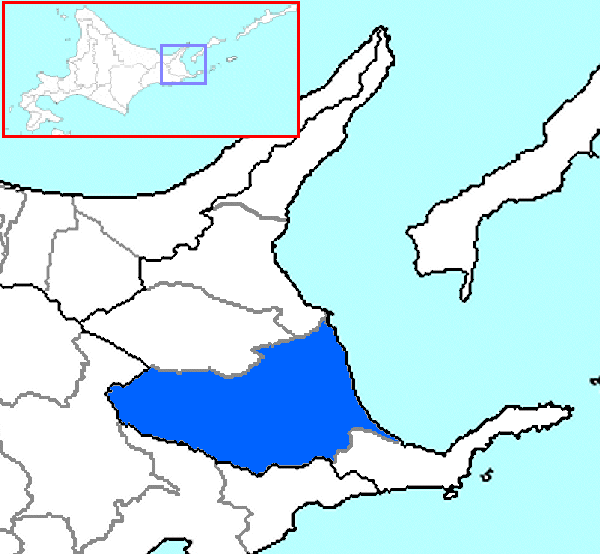
Emplacement du district de Notsuke dans la sous-préfecture de Nemuro.

En 2015, la population du district est estimée à 15 790 habitants pour une densité de 12 personnes par km2. La superficie totale est de 1 319,63 km2.

## Bourg du district
- Betsukai